# Psidium cattleianum
El guayabo peruano, guayabita del Perú, guayabo fresa, güisaro o arazá rojo (en Misiones y Corrientes, 
Argentina y en Uruguay), (Psidium cattleianum Sabine), es un árbol cultivado por el valor de sus frutos comestibles. Es una especie del género Psidium, cercanamente emparentada a la guayaba común (Psidium guajava), de la que se diferencia por sus hojas más lisas, con nervaduras menos visibles y frutos de menor tamaño. 

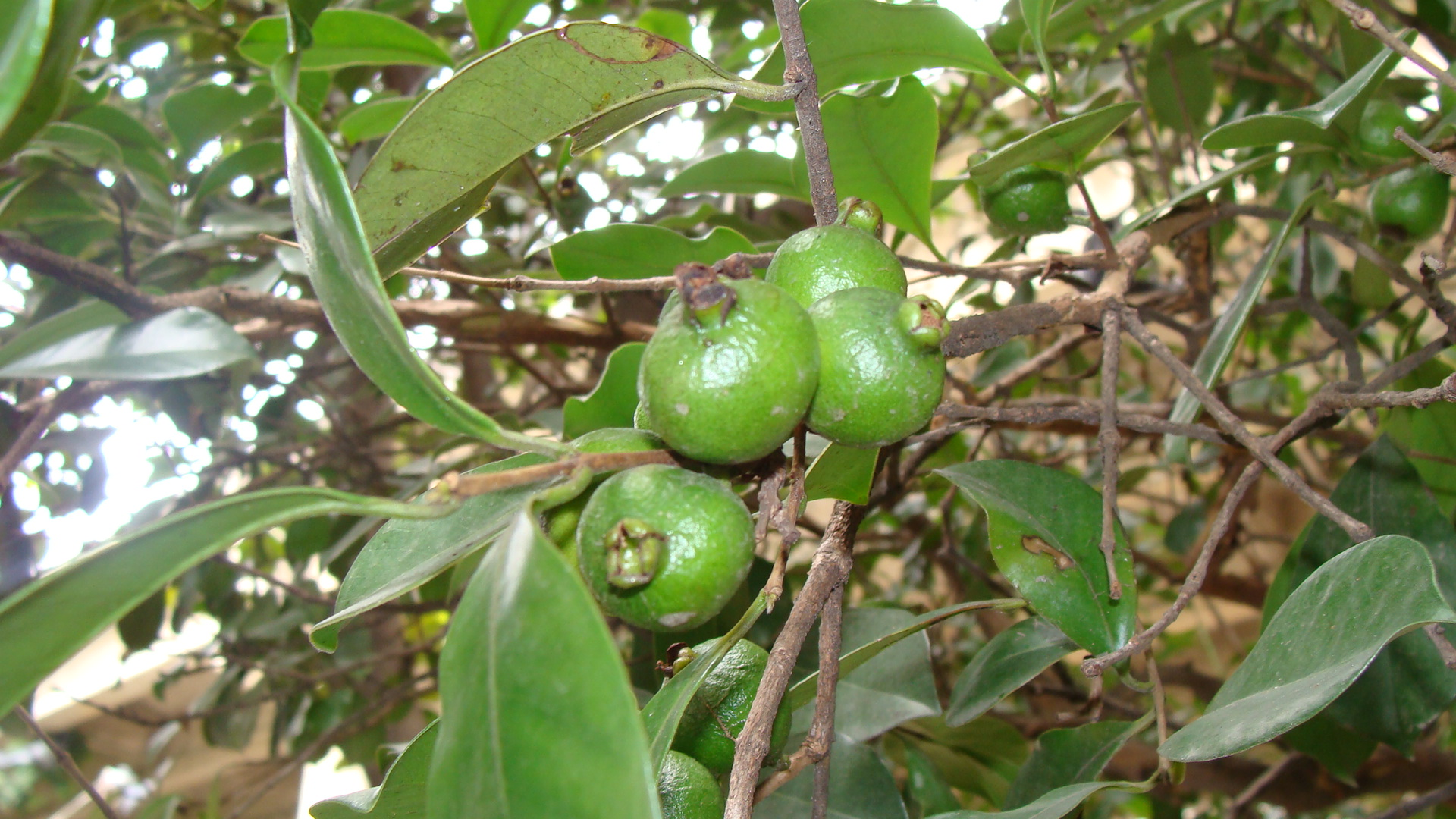
Frutos todavía verdes del guayabo peruano (Psidium cattleianum).

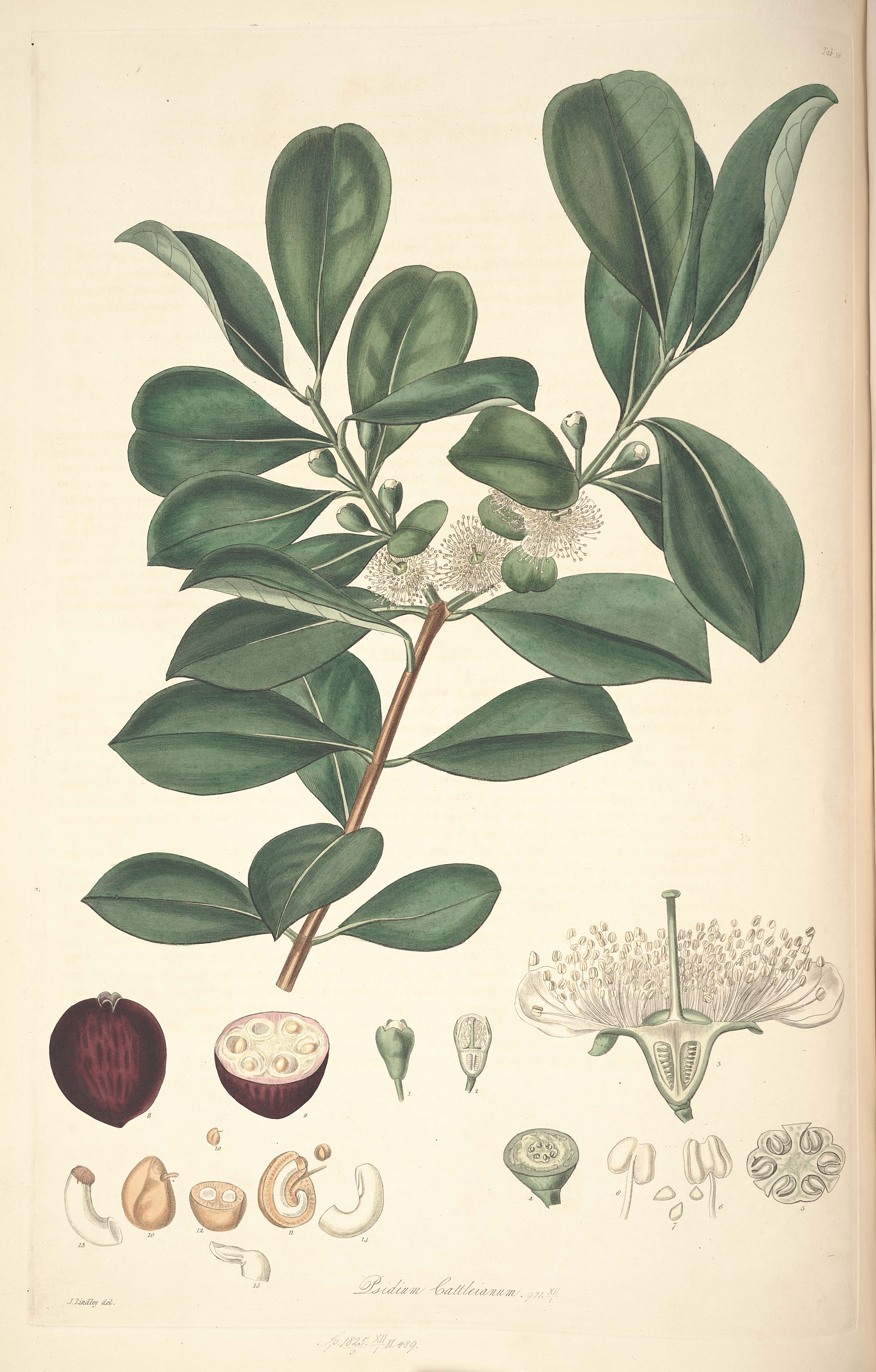
Ilustración

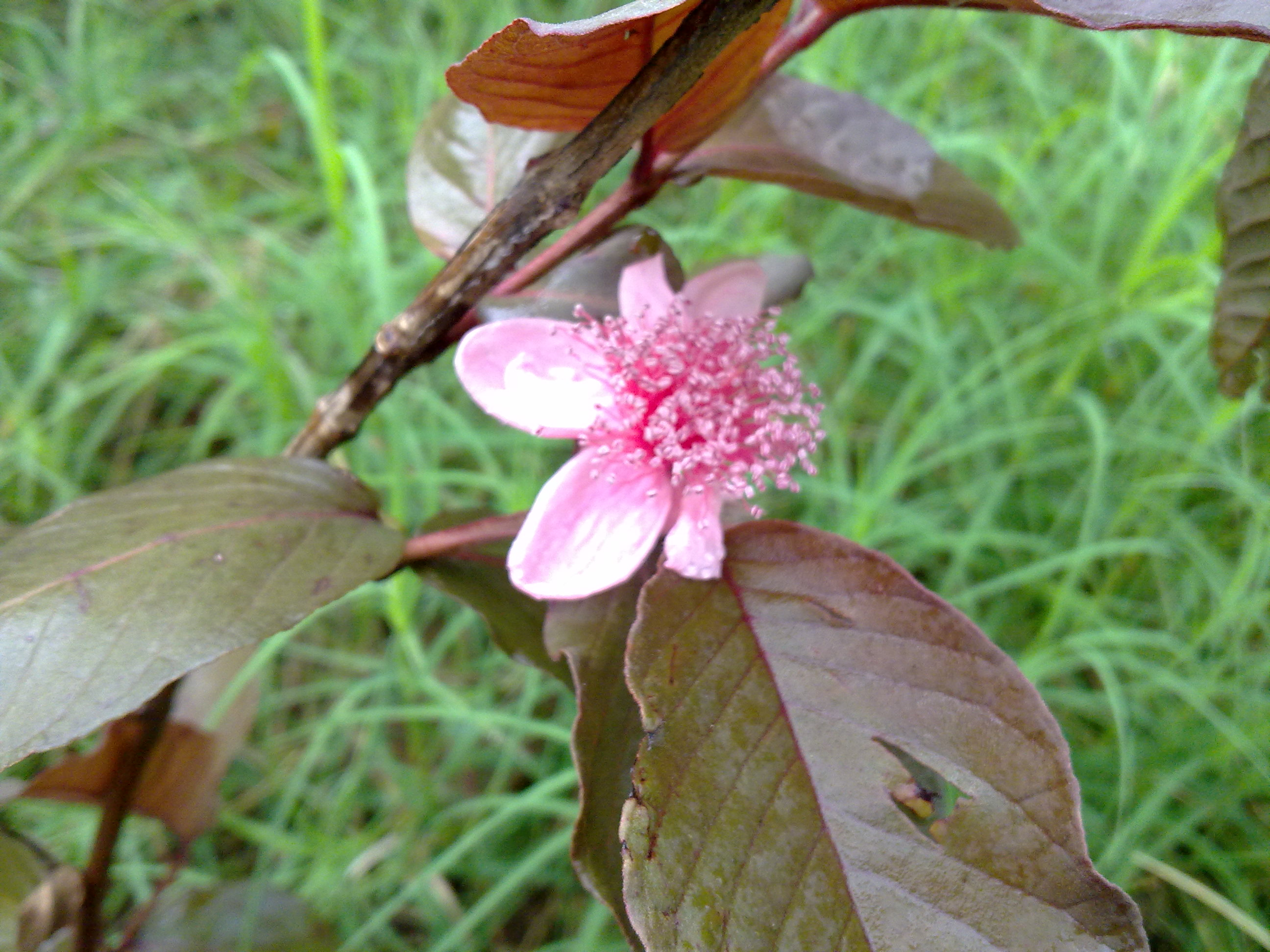
Flor

## Descripción
Es un árbol pequeño resistente, que a veces no pasa de ser un arbusto. Muy ramificado y frondoso, que casi no deja pasar la luz al suelo. Las hojas son elípticas, de unos 5 a 10 cm de largo. Las flores son blancas, de 2 a 3 cm de diámetro, solitarias. Los frutos son globosos, de 2 a 5 cm de largo, de color rojo o amarillo, la pulpa es blanca. Se reproduce por semilla. Originario del Perú, se cultiva en los países de la zona intertropical y subtropical aunque por diversos motivos es bastante escaso y sus frutos están escasamente comercializados. Está incluido en la lista 100 de las especies exóticas invasoras más dañinas del mundo de la Unión Internacional para la Conservación de la Naturaleza.

## Taxonomía
Psidium cattleianum fue descrito por Afzel. ex Sabine y publicado en Transactions of the Horticultural Society of London 4: [315–]–317, pl. 11. 1822[1821].
Etimología
Ver: Psidium
Sinonimia
- Episyzygium oahuense Suess. & A.Ludw.
- Eugenia ferruginea Sieber ex C.Presl
- Eugenia oxygona Koidz.
- Eugenia pseudovenosa H.Perrier
- Eugenia urceolata Cordem.
- Guajava cattleiana (Afzel. ex Sabine) Kuntze
- Guajava obovata (Mart. ex DC.) Kuntze
- Psidium cattleianum var. littorale (Raddi) Fosberg
- Psidium cattleianum f. lucidum O.Deg.
- Psidium cattleianum var. purpureum Mattos
- Psidium cattleianum var. pyriformis Mattos
- Psidium coriaceum var. grandifolium O.Berg
- Psidium coriaceum var. longipes O.Berg
- Psidium coriaceum var. obovatum O.Berg
- Psidium ferrugineum C.Presl
- Psidium indicum Bojer
- Psidium littorale Raddi
- Psidium littorale var. longipes (O.Berg) Fosberg
- Psidium obovatum Mart. ex DC.
- Psidium variabile O.Berg[5]